# Dagon fulvocincta
Dagon fulvocincta är en fjärilsart som beskrevs av Hall 1928. Dagon fulvocincta ingår i släktet Dagon och familjen praktfjärilar. Inga underarter finns listade i Catalogue of Life.